# Ершов, Сергей Михайлович
Сергей Михайлович Ершов (род. 11 апреля 1960 года, Узбекская ССР) — казахстанский государственный деятель, депутат сената парламента Республики Казахстан от Карагандинской области (с 2014 года).

## Биография
Окончил Алматинский архитектурно-строительный институт по специальности инженер-строитель в 1982 году, Российскую академию народного хозяйства и государственной службы при Президенте Российской Федерации.
Служил в рядах Советской армии, старший лейтенант. Трудовую деятельность начал с мастера треста «Алма-Ата Жилстрой». С 1985 года работал заместителем секретаря комитета комсомола, секретарём Калининского райкома.
В 1989—1990 годах — заместитель командира республиканского штаба студенческого отряда Центрального Комитета Ленинского коммунистического союза молодёжи Казахстана.
В 1990—1992 годах — заместитель директора технико-коммерческого Центра культурного развития КазССР.
Несколько лет занимался бизнесом. С 1995 до 2014 года работал в структуре компании «Казахмыс», занимал разные руководящие должности, в том числе работал директором по корпоративной социальной ответственности ТОО «Корпорация Казахмыс».
С 20 января 2012 года по сентябрь 2014 года — депутат Карагандинского областного маслихата, член постоянной комиссии по социально-культурному развитию и социальной защите населения.
В октябре 2014 года был избран депутатом сената парламента Республики Казахстан от Карагандинской области. Член комитета по финансам и бюджету (с 17 октября 2014 года), комитета по социально-культурному развитию и науке (с 4 сентября 2017 года). Переизбран в 2020 году.

## Награды
- Медаль «За укрепление парламентского сотрудничества» (19 мая 2016 года, Межпарламентская ассамблея СНГ) — за особый вклад в развитие парламентаризма, укрепление демократии, обеспечение прав и свобод граждан в государствах — участниках Содружества Независимых Государств[4].
- Памятный знак «МПА СНГ. 25 лет» (27 марта 2017 года, Межпарламентская ассамблея СНГ) — за содействие в деятельности Межпарламентской Ассамблеи и её органов[5].